# Phenoperidin
Phenoperidin (INN) ist ein synthetisches Opioid-Analgetikum und wirkt als Agonist am μ-Opioidrezeptor.
Phenoperidin wurde von Paul Janssen durch molekularstrukturelle Abwandlung aus Pethidin entwickelt und erstmals im Jahr 1957 synthetisiert. Durch Weiterentwicklung wurde im Jahr 1960 Fentanyl entdeckt. Phenoperidin ist in Anlage 1 des BtMG gelistet und  damit als nicht verkehrsfähig eingestuft. In den USA ist es  im Anhang I des Controlled Substances Act enthalten.
In Kombination mit Droperidol wurde Phenoperidin früher auch als Mittel zur Prämedikation von Kindern erprobt.